# Новопокровка (Солонянский район)
Новопокро́вка (укр. Новопокровка) — посёлок, Новопокровский поселковый совет, Солонянский район, Днепропетровская область, Украина.
Является административным центром Новопокровского поселкового совета, в который, кроме того, входят сёла Дружелюбовка, Котляровка, Малиновое и ликвидированное село
Перше Травня.

## Географическое положение
Посёлок городского типа Новопокровка находится на правом берегу реки Камышеватая Сура,
выше по течению на расстоянии в 3 км расположено село Бутовичевка,
ниже по течению на расстоянии в 3,5 км расположено село Безбородьково,
на противоположном берегу — сёла Павловка и Перше Травня.
На реке сделана большая запруда.
По посёлку протекает пересыхающий ручей с запрудами.

## История
- Основано в последней четверти XVIII века как село Шамшово.
- В 1783 году генерал-майор Александр Шамшов получил от императрицы 4 тысячи гектар земли на которой ныне размещена Новопокровка.
- В 1848 году (по некоторым данным в 1859 году) переименовано в село Покровка.

В ходе Великой Отечественной войны в 1941 - 1943 гг. селение находилось под немецкой оккупацией. В 1946 году оно было переименовано в село Новопокровка.
В 1960 году присвоено статус посёлок городского типа. В начале 1970х годов основой экономики являлись предприятия пищевой промышленности
В январе 1989 года численность населения составляла 2656 человек.

## Экономика
- ООО «Пегас Е».
- ООО «Союз-3».

## Объекты социальной сферы
- Новопокровская педагогическая гимназия-интернат.
- Школа I-II ст.
- Детский сад.
- Больница.
- Дом культуры.

## Транспорт
В 18 км от посёлка находится железнодорожная станция Елизарово на линии Апостолово — Нижнеднепровск-Узел Приднепровской железной дороги.
Через посёлок проходит автомобильная дорога Т-0420.

## Достопримечательности
- В честь воинов, погибших в годы гражданской войны, в поселке установлен обелиск.
- Воздвигнут памятник на братской могиле советских воинов, «павших смертью храбрых при освобождении Новопокровки от немецко-фашистских захватчиков».